# Żółta koszulka lidera Tour de France

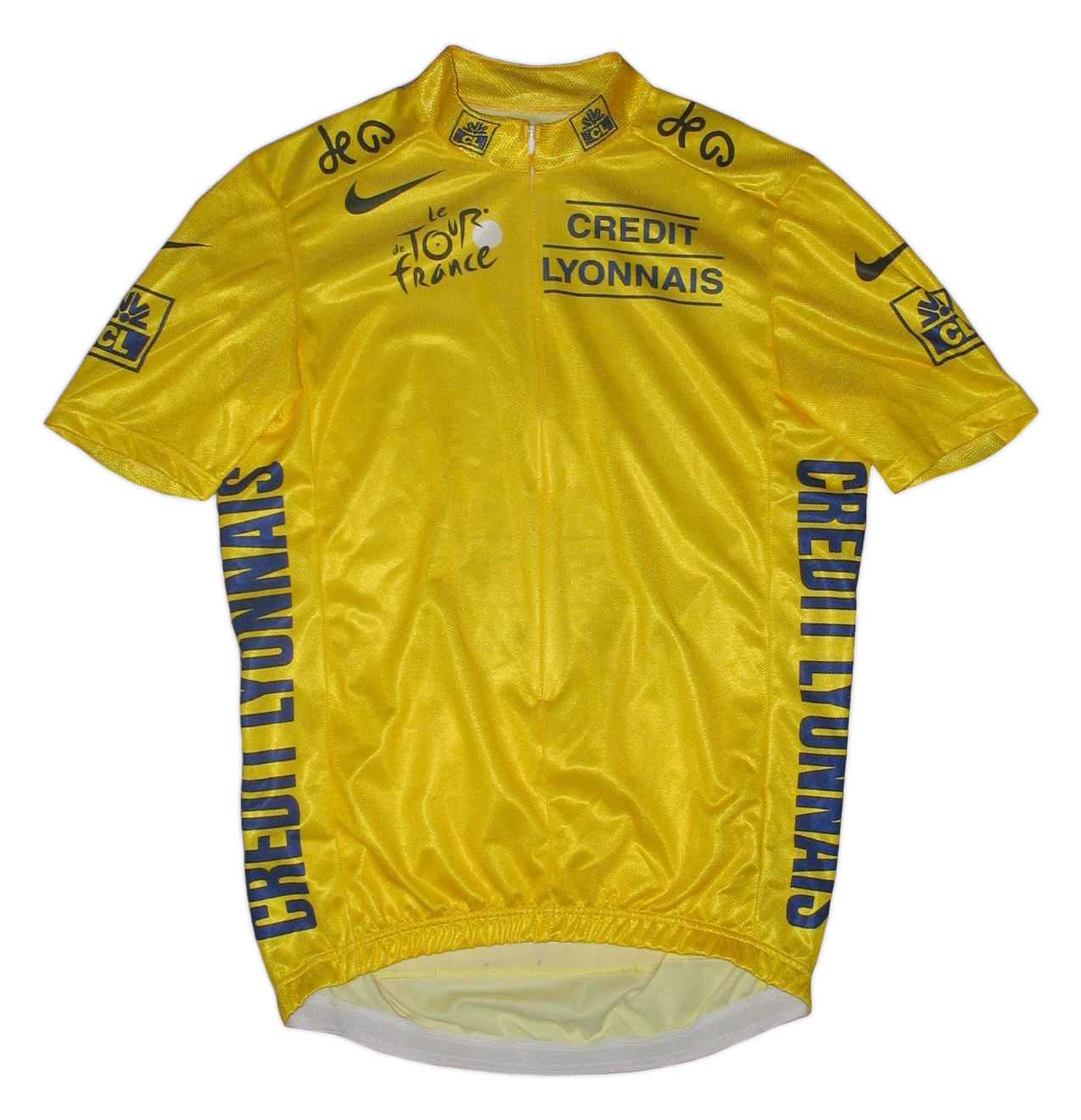
Komercyjna wersja maillot jaune 2004

Żółta koszulka (fr. maillot jaune) – koszulka noszona przez lidera klasyfikacji łącznej (generalnej) w kolarskim wyścigu szosowym Tour de France. Jest to najbardziej prestiżowe wyróżnienie w tym wyścigu, zakładane przez kolarza po etapie, na którym wysunął się on na prowadzenie w klasyfikacji generalnej oraz noszona przez niego w następnym dniu wyścigu.

## Zasady przyznawania i statystyki
Liderem wyścigu zostaje ta osoba, która ma najmniejszy łączny czas pokonania dotychczasowej trasy wyścigu (wszystkie etapy zsumowane), minus bonifikaty, plus minuty karne. Premie (bonifikaty czasowe) były we wcześniejszych latach przyznawane za ukończenie etapu na czołowych pozycjach oraz za tzw. lotne finisze (lotne premie, sprinty) umiejscowione w kilku miejscach etapu. Jest przez to możliwe, że kolarz, który nie wygra żadnego etapu, może ostatecznie być zwycięzcą wyścigu i po ostatnim etapie włożyć żółtą koszulkę. W dotychczasowej historii Touru zdarzyło się to ośmiokrotnie:
- 1922 - Firmin Lambot  Belgia
- 1956 - Roger Walkowiak  Francja
- 1960 - Gastone Nencini  Włochy
- 1966 - Lucien Aimar  Francja
- 1990 - Greg LeMond  Stany Zjednoczone
- 2006 - Óscar Pereiro  Hiszpania
- 2017 - Chris Froome  Wielka Brytania
- 2019 - Egan Bernal  Kolumbia

Znane są również dwa przypadki zdobycia koszulki jedynie na ostatnim etapie i dzięki temu wygranej w całym wyścigu:
- 1947 - Jean Robic  Francja
- 1968 - Jan Janssen  Holandia

Czterokrotnie w historii zdarzyło się, że jeden kolarz jechał cały Tour, od prologu do ostatniego etapu w koszulce lidera:
- 1903 - Maurice Garin  Francja
- 1924 - Ottavio Bottecchia  Włochy
- 1928 - Nicolas Frantz  Luksemburg
- 1935 - Romain Maes  Belgia - łącznie 27 etapów w trakcie jednego wyścigu (rekord)

Najwięcej dni w żółtej koszulce (Zawodnicy - TOP 5): stan po edycji 2018
1. 96 dni - Eddy Merckx  Belgia
2. 75 dni - Bernard Hinault  Francja
3. 60 dni - Miguel Indurain  Hiszpania
4. 59 dni - Chris Froome  Wielka Brytania
5. 50 dni - Jacques Anquetil  Francja

Najwięcej dni w żółtej koszulce (Państwa - TOP 5): dane przed zakończeniem edycji 2014
1. 709 dni -  Francja - 94 zawodników
2. 423 dni -  Belgia - 59 zawodników
3. 206 dni -  Włochy - 28 zawodników
4. 135 dni -  Hiszpania - 12 zawodników
5. 96 dni -  Luksemburg - 10 zawodników

Do 2019 roku włącznie, koszulkę lidera nosiło 290 kolarzy.

## Historia
Decyzję o honorowaniu lidera wyścigu w ten sposób podjął w 1919 roku twórca Touru, Henri Desgrange. Po raz pierwszy koszulkę założył Francuz Eugène Christophe na etapie z Grenoble do Genewy. O wyborze koloru zadecydował kolor papieru, na którym drukowana była gazeta L'Auto (późniejsza L'Equipe) - główny sponsor wyścigu. Na każdej koszulce widnieje także charakterystyczny inicjał „HD” od imienia i nazwiska twórcy wyścigu. Inicjał był usunięty w 1984 w celu zwolnienia miejsca dla sponsorów, ale przywrócono go w roku 2003 w ramach obchodów 100-lecia Tour de France. Widnieje on obecnie na prawej górnej stronie przodu koszulki.

## Inne kolory koszulek w Tour de France
- Maillot vert (zielona koszulka) - lider klasyfikacji punktowej (najlepszy sprinter)
- Polka dot jersey - lider klasyfikacji górskiej
- Maillot blanc (biała koszulka) - najlepszy zawodnik do 25 lat

## Inne wyścigi
Żółta koszulka jest także stosowana w innych wyścigach kolarskich. Również w Tour de Pologne lider wyścigu nosi trykot tego koloru. W Giro d’Italia lider jest nagradzany koszulką koloru różowego (maglia rosa), również nawiązując do koloru papieru, na którym wydawana jest La Gazzetta dello Sport (sponsor wyścigu). We Vuelta a España najcenniejsza koszulka ma kolor czerwony (poprzednio złoty).

## Polacy w żółtych koszulkach
Jak dotąd jedynym polskim zawodnikiem, który nosił żółtą koszulkę lidera w Tour de France był Lech Piasecki - po ucieczce na drugim etapie w Berlinie w 1987 roku założył maillot jaune i nosił ją przez jeden etap. 